# Błądkowo
Błądkowo – wieś w Polsce położona w województwie zachodniopomorskim, w powiecie łobeskim, w gminie Dobra.
Przez wieś przepływa struga Dobra. Przysiółkiem wsi jest Kościelnik.
W latach 1945–1954 istniała gmina Błądkowo.
Według danych z 1 stycznia 2011 roku wieś liczyła 164 mieszkańców. 
W miejscowości zachowała się wieża dawnego kościoła, zniszczonego w 1945 i do tej pory nieodbudowanego, mimo inicjatyw mieszkańców z l. 70. i 80., kiedy stały jeszcze mury obiektu.
W miejscowości był przystanek kolejowy Błądkowo.
Zabytkiem w miejscowości jest park dworski, pozostałość po dworze.